# Hilo pulmonar

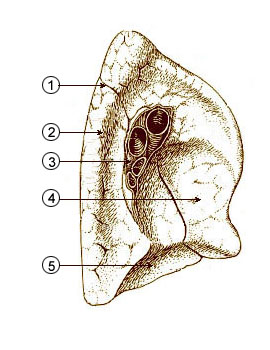
1. fissura oblíqua
2. parte vertebral
3. hilo pulmonar
4. impressão cardíaca
5. superfície diafragmática.

Hilo pulmonar são orifícios localizados nas porções internas dos pulmões. A região do hilo localiza-se na face mediastinal de cada pulmão sendo formado pelas estruturas que chegam e saem dele, onde temos: os brônquios principais, artérias pulmonares, veias pulmonares, artérias e veias bronquiais e vasos linfáticos.